# Dülkener Narrenakademie
Die Dülkener Narrenakademie (voller Name: Die Narrenakademie. Die erleuchtete Mondsuniversität. Die berittene Akademie der Künste und Wissenschaften zu Dülken. Eingetragener Verein) ist eine Narrengesellschaft mit Sitz in Viersen.

## Geschichte

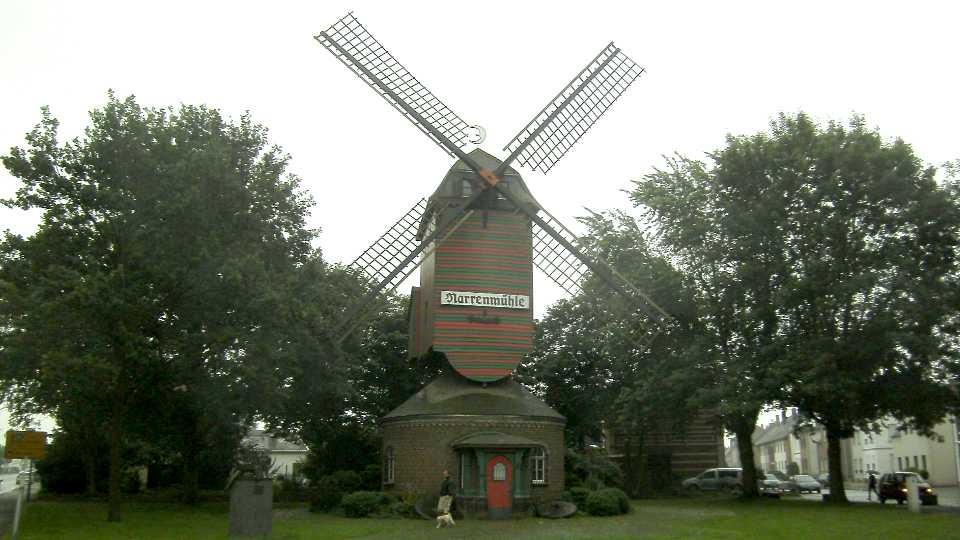
Tagungsstätte der Narrenakademie:
die Dülkener Narrenmühle

Der Verein entstand in Dülken, einem Stadtteil von Viersen am linken Niederrhein und sieht den 21. Februar 1554 als den Tag ihrer Gründung an. Gegründet wurde sie als Spott auf die Geistlichkeit und den übertriebenen Habitus von Gelehrten. Man gab sich lateinische Namen, überzogene Titel sowie akademische Würden und ritt auf Steckenpferden um den Sitz des Vereins, die Narrenmühle.
Im Februar 1754 feierte die Akademie ihren hundertsten Gründungstag (demnach wurde sie 1654 gegründet).
Die Narrenakademie hatte ihren Sitz zunächst in der Tränkemühle vor dem Süchtelner Tor auf dem Mühlenberg, (heute Standort der Paul-Weyers-Grundschule). Die Tränkemühle (erbaut 1505, 1880 abgebrannt) wurde seit Anfang des 19. Jahrhunderts überregional als „akademische Mühle“ bekannt. Später zog sie in die 1809 errichtete Windmühle im Süden von Dülken (zunächst Museumsmühle, später Narrenmühle genannt). Um 1835 löste sich das narrenakademische Leben auf. Die Narrenakademie erstand erst 1937 wieder und zwar zur Förderung des Dülkener Rosenmontagszuges. Der Vorsitzende führt den Titel „Rector magnificus“. Die Narrenakademie tagt im „Weisheitssaal“ der Mühle.

## Moderne
Der Verein wurde 1974 als eingetragener Verein gegründet. Heute tagt ihr Senat monatlich und behandelt auf seinen Sitzungen ernste und nicht ganz so ernste Fragen. Einmal jährlich kommen die Senatoren im November mit den korrespondierenden Mitgliedern zu einem großen Ball zusammen, dem Ordensfest. Die Organisation des Rosenmontagszuges liegt heute in den Händen des Vaterstädtischen Vereins. Er sorgt für den nach eigener Sicht längsten Karnevalszug des linken Niederrheins, der an diesem Tag viele Auswärtige nach Dülken lockt. 1997 bestand er aus 152 Wagen, Fußgruppen und Musikkapellen. Weiterhin kürt die Akademie den Karnevalsprinzen und ist für das 1912 in einer Bockwindmühle eingerichtete Museum der Stadt zuständig, das sie 2002/03 neu gestaltete.
Die Narrenakademie verleiht den Titel „Doctor humoris causa“. Träger sind unter anderem berühmte Narren wie Johann Wolfgang von Goethe, Berti Vogts, Erich Kästner, Salvador Dalí, Konrad Beikircher, Hanns Dieter Hüsch, Konrad Adenauer und der erste Mann auf dem Mond, Neil Armstrong sowie 2006 der damalige Ministerpräsident des Landes Nordrhein-Westfalen, Dr. Jürgen Rüttgers. Das älteste bekannte Diplom der Narrenakademie wurde 1746 ausgestellt.
Das Symbol der Narrenakademie ist der Mond. Als die USA in den 60er Jahren zum Mond fliegen wollten, protestierte ein Mitglied der Narrenakademie als „Beobachter der rückwärtigen Seite des Mondes“ bei seinem Studienfreund Wernher von Braun. Daraufhin entwickelte sich ein freundschaftliches Verhältnis zur NASA, die seit dem Souvenirs nach Dülken schickte. Diese sind im oberen Teil der Narrenmühle ausgestellt.
Die Mitglieder eröffnen die Dülkener Karnevalssession am 11. November jedes Jahres mit ihrem Narrenritt um die Windmühle auf Steckenpferden. Angeführt wird der Zug der Reiter vom Rector magnificus und den Senatoren der Narrenakademie. Ihn begleiten die Karnevalsvereine der Stadt.